# Genar Andrinúa
Genar Andrinúa Cortabarría (baskisch Genar Andrinua Kortabarria; * 9. Mai 1964 in Bilbao, Baskenland) ist ein ehemaliger spanischer Fußballspieler.

## Karriere

### Verein
Andrinúa begann seine Laufbahn in der Jugend von Athletic Bilbao. 1982 rückte er in den Seniorenbereich auf, wo er zunächst in der zweiten Mannschaft in der drittklassigen Segunda División B eingesetzt wurde. 1983 stieg er mit seiner Mannschaft in die Segunda División auf. In der Primera División debütierte er am 9. Spieltag der Saison 1983/84 am 29. Oktober 1983 beim 0:0 gegen Español Barcelona. Mit Bilbao gewann Andrinúa 1984 die spanische Meisterschaft sowie die Supercopa de España.
Um Spielpraxis zu bekommen, wurde Andrinúa für die Saison 1985/86 an den Ligakonkurrenten Real Valladolid verliehen. Dort war er auf Anhieb Stammspieler und bestritt alle 34 Saisonspiele, in denen er zwei Tore erzielte. Zur Saison 1986/87 kehrte Andrinúa nach Bilbao zurück, wo er in den folgenden Jahren zum Leistungsträger avancierte. Nachdem er nur noch zu acht Einsätzen gekommen war, beendete Andrinúa am Ende der Saison 1996/97 seine Karriere.

### Nationalmannschaft
Andrinúa wurde 1986 mit der spanischen U-21-Nationalmannschaft Europameister.
Sein Debüt in der spanischen A-Nationalmannschaft gab er am 18. Februar 1987 beim 2:4 in einem Freundschaftsspiel gegen England, als er in der 70. Spielminute für José Antonio Camacho eingewechselt wurde. Ein Jahr später nahm er an der Europameisterschaft 1988 in Deutschland teil, bei der Spanien trotz eines Auftaktsieges gegen Dänemark als Gruppendritter bereits nach der Vorrunde ausschied.
Nach der erfolgreichen Qualifikation für die Weltmeisterschaft 1990 in Italien wurde Andrinúa von Nationaltrainer Luis Suárez in das spanische Aufgebot berufen. Er bestritt alle vier Partien der Spanier während des Turniers. Im Achtelfinale schieden die Spanier nach einem 1:2 nach Verlängerung gegen Jugoslawien aus dem Turnier aus. Es war zugleich Andrinúas letztes von insgesamt 28 Länderspielen, in denen er zwei Tore erzielte.

## Erfolge
- Spanischer Meister: 1984
- Spanischer Supercupsieger: 1984
- U-21-Europameister: 1986